# Lebansegestria azari
Genre
Espèce
Lebansegestria azari, unique représentant du genre Lebansegestria, est une espèce éteinte d'araignées aranéomorphes de la famille des Segestriidae.

## Distribution
Cette espèce a été découverte dans de l'ambre au Liban. Elle date du Crétacé.

## Étymologie
Cette espèce est nommée en l'honneur de Dany Azar.

## Publication originale
- (en) Wunderlich, 2008 : The dominance of ancient spider families of the Araneae: Haplogyne in the Cretaceous, and the late diversification of advanced ecribellate spiders of the Entelegynae after the Cretaceous–Tertiary boundary extinction events, with descriptions of new families. Beiträge zur Araneologie, vol. 5, p. 524–675.